# Hadena chrysochlora
Hadena chrysochlora är en fjärilsart som beskrevs av Druce 1908. Hadena chrysochlora ingår i släktet Hadena och familjen nattflyn. Inga underarter finns listade i Catalogue of Life.